# Chiesa di Santa Barbara (Bonnanaro)
La chiesa di Santa Barbara è una chiesa campestre situata in territorio di Bonnanaro, centro abitato della Sardegna nord-occidentale. Consacrata al culto cattolico, fa parte della parrocchia di San Giorgio, arcidiocesi di Sassari.
La chiesa, situata ai piedi del monte Pelau, parrebbe databile al periodo fine '600-primi del 700. L'aula, semplice e di modeste dimensioni, è accessibile tramite un'entrata posta a metà della parete più lunga.

## Altri progetti

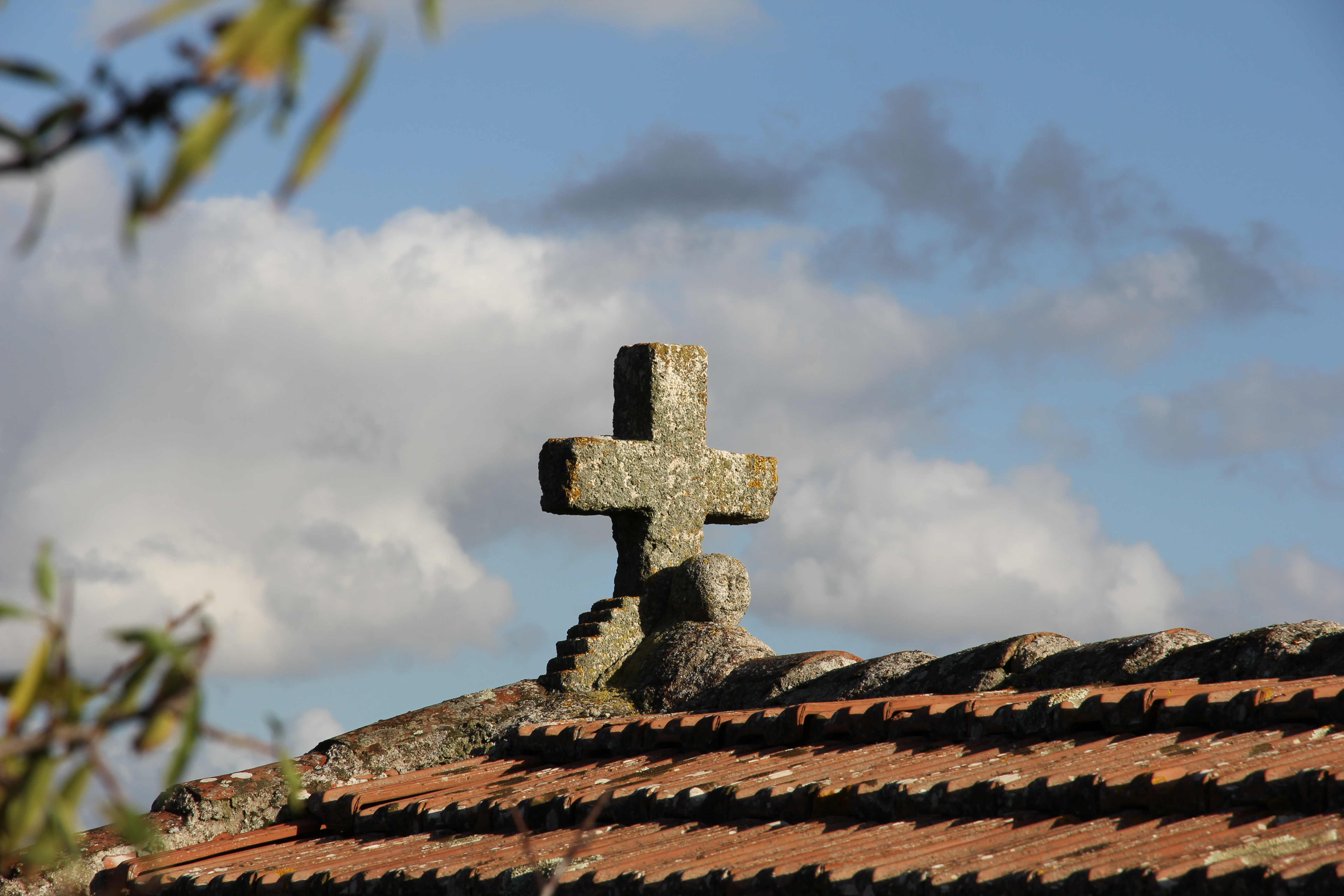